# Сампо (телеканал)
Республиканская телерадиовещательная компания «Са́мпо» — вещательная организация Республики Карелия. Действует в форме автономного учреждения.

## История телеканала
Вещание телеканала «Петронет» началось в 1991 году. Первыми зрителями телеканала стали жители дома № 8 по Зелёной улице. Вещание велось из подвала, а из аппаратуры было только два видеомагнитофона, три телевизора и небольшая транслирующая станция. Репертуар не отличался разнообразием — западные боевики, американские комедии, мультфильмы. Для того, чтобы посмотреть программу «Петронета», абоненты должны были отключить от телевизора основную антенну и подключить дополнительный кабель. Со временем телеканал вышел на городской, а затем и на республиканский уровни вещания. В 1996 году, Петронет начал ретранслировать телеканал ТВ-6 Москва.
22 января 2002 года, ТВ-6 прекращает свое вещание, в 7:00 на его месте приходит НТВ-Плюс Спорт, однако Петронет временно приостановил вещание аж до конца 2002 года.
В конце 2002 года, Петронет вновь начинает вещание, вместе с телеканалом ТВС.
С 22 июня 2003 по 31 августа 2007 года Петронет ретранслировал телеканал ТНТ с местными врезками .
В 2008 году, с связи с конфликтом между владельцами телеканала — ООО «ТВ-6. Москва — Петронет» и ООО «Петронет», частью сотрудников телеканала «ТНТ-Петронет» создан новый телеканал «ТНТ-Онего».
В 2008 году Правительством Республики Карелия создано Государственное учреждение «Республиканская телерадиокомпания „Сампо“» для продвижения на территории республики цифрового телевидения. С 15 августа 2009 года телеканал вошёл в состав новой телекомпании и получил название «Сампо». Автономное учреждение Республики Карелия «Республиканская телерадиокомпания „Сампо“» находится в ведомственном подчинении Министерства Республики Карелия по вопросам национальной политики, связям с общественными, религиозными объединениями и средствами массовой информации.
В 2015 году телеканал вошёл в состав Автономного учреждения Республики Карелия «Информационное Агентство „Республика Карелия“», Автономное учреждение Республики Карелия «Республиканская телерадиокомпания „Сампо“» находится в стадии ликвидации.
С 1 января 2016 года вещание телеканала было прекращено.
31 декабря 2016 года остатки канала были расформированы — ликвидирован видеоотдел (работники получили уведомление об увольнении 19 декабря 2016 года)
7 февраля 2018 года в кабельных и цифровых сетях Петрозаводска приступил к вещанию новый республиканский телеканал «Сампо ТВ 360°».
Решением Федеральной конкурсной комиссии по телерадиовещанию от 28 ноября 2018 года телеканал «Сампо ТВ 360°» выбран обязательным общедоступным региональным телеканалом («21-я кнопка») Республики Карелия.

## Вещание
Вещание телеканала осуществляет Государственное учреждение «Республиканская телерадиокомпания „Сампо“» на территорию Республики Карелия. Зрительская аудитория — около 400.000 человек.

## Программы телеканала
- «Ракурс» (1990-е годы)
- «Петроклуб» (1990-е годы)
- «ТВ-Хит» (1990-е годы)
- «Телелоцман» (1990-е годы)
- «Кто кого?» (1990-е годы)
- «Своё дело» (2000-е годы)
- «Медицинские советы» (1990-е годы)
- «Эхо» (1990-е годы)
- «Ретро» (1990-е годы)
- «Незабудка» (1990-е годы)
- «Молодёжная галактика» (1990-е годы)
- «Карелия, люди, события» (2000-е годы)
- «Резюме» (2004—2007 годы)
- «Новости недели» (1990-е годы) — 2009 год)
- «Акценты» (с 2009 года)
- «Акценты недели» (с 2009 года)
- «Образ жизни» (с 2009 года)
- «Культурная жизнь» (с 2009 года)
- «Северо-запад. Карта событий» (2009 год)
- «Актуально!» (с 2009 года)
- «Вопрос Дня» (с 2009 года)
- «Выход здесь» (с 2009 года)
- «Календарь» (с 2009 года)
- «Наша Победа» (2010 год)
- «Карелия. 90 лет истории» (2010 год)
- «Криминальная история» (с 2010 года)
- «Обсудим вместе» (с 2010 года)
- «Приёмная online» (с 2010 года)
- «Актуальный вопрос» (2000-е годы)

## Награды
- Программа «Незабудка» — Гран-при в номинации экологических программ (Фестиваль региональных станций сети «ТВ-6. Москва») (город Сургут, 1998 год)[3],
- Программа «Молодёжная галактика» — II место в номинации детских программ (Фестиваль региональных станций сети «ТВ-6. Москва») (город Сургут, 1998 год)[3].

## Сетевые партнёры
- «ТВ-6 Москва» (1996—2002)
- «НТВ-Плюс Спорт» (2002)
- «АРТ-Телесеть» (2002?)
- «ТВС» (2002-2003)
- «ТНТ» (2003—2007)
- «Звезда» (2007—2010)
- «ТВ Центр» (2010—2013)
- «360°» (2018—2019)
- «ОТР» (с 2019)